# Карсон, Рейчел
Ре́йчел Лу́из Ка́рсон (англ. Rachel Louise Carson; 27 мая 1907, Спрингдейл (англ. Springdale), Пенсильвания — 14 апреля 1964, Силвер-Спринг, Мэриленд) — американский биолог, деятельница в сфере охраны природы, писательница.
С детства отличалась любознательностью, любила читать и наблюдать за природой. В восемь лет начала писать рассказы; когда ей было десять, один из них напечатали в журнале. С 1925 года изучала английский язык и литературу в Пенсильванском колледже для женщин, в 1928 году перешла на биологию, но продолжала писать статьи для студенческой газеты. В конце 1929 года занялась научными исследованиями в области зоологии и генетики в Университете Джонса Хопкинса, затем основным направлением научной работы Карсон стала морская биология, по которой она в июне 1932 года защитила магистерскую диссертацию.
Из-за финансовых сложностей Карсон не смогла продолжить эти научные исследования и защитить докторскую диссертацию. Она работала преподавателем, а в 1935 году стала сотрудником Бюро рыболовства (позднее Службы охраны рыбных ресурсов и диких животных) США. В этой государственной организации Карсон была ведущей образовательных радиопередач, затем перешла на должность младшего морского биолога и занималась исследованиями популяций рыб, в 1949 году стала главным редактором публикаций службы. В тот же период Карсон писала статьи для различных газет и журналов; в 1941 году вышла в свет её первая книга — «Под морским ветром», которая получила превосходные отзывы критиков, но плохо продавалась.
Вторая книга Рейчел Карсон — «Море вокруг нас» — была издана в 1951 году и быстро стала бестселлером, по ней был снят документальный фильм, получивший премию «Оскар». В 1952 году Карсон ушла из Службы охраны рыбных ресурсов и диких животных, стала профессиональным писателем и самостоятельным исследователем.
В 1956 году она снова меняет направление своих исследований и публикаций, занимается исследованиями экологических последствий применения пестицидов и проблемами охраны окружающей среды. По результатам тех исследований была написана самая известная из книг Рейчел Карсон — «Безмолвная весна», впервые изданная в 1962 году. Исследования побочных воздействий ДДТ и других хлорорганических ядохимикатов на человека и диких животных проводились и раньше, но именно Карсон сумела привлечь общественное внимание к этой проблеме, что в последующие годы привело к установлению ограничений применения ДДТ в США и других странах, созданию Агентства по охране окружающей среды США, развитию экологических общественных движений в США и других странах.

## Ранние годы

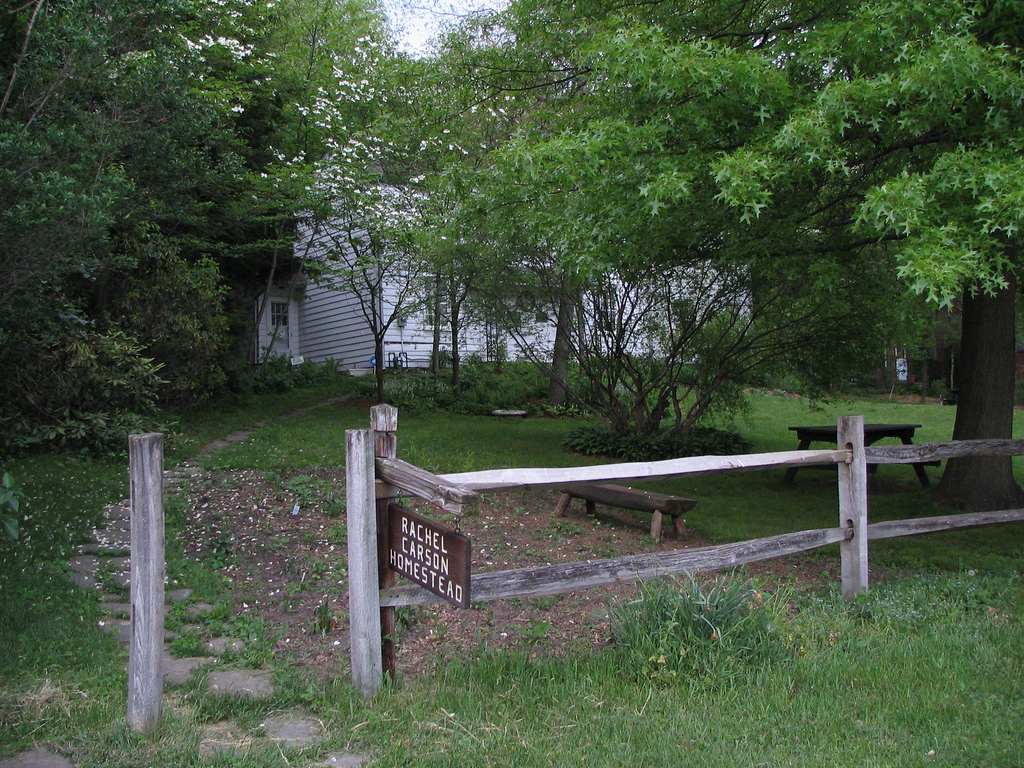
Место рождения Рейчел Карсон. Сейчас это охраняемое историческое место США. Фото 7 ноября 2009 года.

Рейчел Карсон родилась 27 мая 1907 года в доме фермера около городка Спрингдейл (англ. Springdale) округа Аллегейни штата Пенсильвания, через реку Аллегейни напротив Питтсбурга. Отец — Роберт Уорден Карсон (1864—1935), продавец страховок, мать — Мария Фрейзер (Маклин) (1869—1958). Их семейная ферма располагалась на земельном участке площадью 65 акров (примерно 26 га). Рейчел с раннего детства отличалась любознательностью, часто подолгу ходила по участку, «изучая» его. Ей также нравилось читать книги и журналы, особенно St. Nicholas Magazine. Любимыми писателями Рейчел Карсон в детстве были Беатрис Поттер и Жен Страттон-Портер (англ. Gene Stratton-Porter), в подростковом возрасте — Герман Мелвилл, Джозеф Конрад и Роберт Льюис Стивенсон, а любимым жанром — рассказы об океанах и вообще о природе. С восьми лет Карсон сама начала писать рассказы (часто о животных), а когда ей было десять, один из этих рассказов был напечатан в St. Nicholas Magazine. Карсон училась в небольшой школе в Спрингдейле до десятого класса, затем в старшей школе в соседнем городе Парнассус (Parnassus), которую окончила в 1925 году лучшей из 45 учеников своего класса.

## Образование
По окончании школы Рейчел училась в Пенсильванском колледже для женщин (англ. Pennsylvania College for Women), ныне Университет Чатем (англ. Chatham University). Поначалу её основным предметом был английский язык. В январе 1928 года Карсон перевелась на биологическое направление, но продолжала писать статьи для студенческой газеты и другие литературные произведения. В 1928 году Карсон была допущена к поступлению в Университет Джонса Хопкинса в Балтиморе, но из-за финансовых затруднений была вынуждена остаться в колледже, который окончила в 1929 году с отличием (magna cum laude). После летней практики в Морской биологической лаборатории (англ. Marine Biological Laboratory) в Массачусетсе она в конце 1929 года продолжила занятия зоологией и генетикой в Университете Джонса Хопкинса.
Через год Карсон перевелась на вечернее отделение, поскольку ей приходилось совмещать учёбу с работой ассистентки в биологической лаборатории Раймонда Пирла, где ставились опыты на крысах и дрозофилах. Кроме них, Карсон одно время занималась изучением белок и ямкоголовых змей, но эти темы у неё не получили развития, а вот по теме эмбрионального развития пронефроса у рыб Карсон защитила диссертацию и в июне 1932 года стала магистром биологии. К ней в Балтимор переехала семья — родители и старшая сестра с двумя детьми. Далее Рейчел планировала продолжать исследования и защищать докторскую диссертацию, но из-за финансовых проблем семьи и наступившей Великой депрессии была вынуждена уйти из Университета Джонса Хопкинса и устроиться работать преподавателем на полный рабочий день.

## Природоохранная служба
В 1935 году внезапно умер отец Карсон, и ей пришлось ухаживать за престарелой матерью, живя на грани нищеты. Однако по просьбе её научного руководителя по биологии (англ. undergraduate biology mentor) Мэри Скотт Скинкер (Mary Scott Skinker) Карсон была принята на временную работу в Бюро рыболовства США (U.S. Bureau of Fisheries). Там она стала ведущей еженедельной образовательной радиопередачи «Подводный роман» (Romance Under the Waters), преуспев в этой роли больше, чем прежние дикторы. Всего в этом цикле вышли пятьдесят две семиминутные радиопередачи; их целью было пробуждение интереса к биологии рыб и к работе в Бюро рыболовства. В эти годы Карсон также писала статьи для местных журналов и газет о жизни обитателей Чесапикского залива, основанные на её собственных исследованиях.
Начальник Карсон был очень доволен успехом радиопередач, записанных ею, и попросил её написать введение для брошюры о Бюро рыболовства, а затем решил перевести её на полную ставку, как только появится возможность. Такая вакансия в Бюро открылась в 1936 году, но для её занятия нужно было сдать экзамен на должность государственного служащего США. Карсон его сдала лучше остальных кандидатов, стала младшим морским биологом Бюро рыболовства США и второй за всю историю этой организации женщиной, принятой на полную ставку на квалифицированную профессиональную работу. В этой должности Карсон занималась анализом данных полевых исследований популяций рыб, а также написанием брошюр и другой публичной литературы. На ту же тему, по результатам собственных исследований и работ других морских биологов, она писала статьи в The Baltimore Sun и другие газеты.
В январе 1937 года умерла старшая сестра Карсон, и Рейчел осталась единственной кормилицей для своей матери и двух племянниц.
В июле 1937 года Atlantic Monthly принял к публикации переработанную версию эссе «Мир вод» (англ. The World of Waters), которое Карсон первоначально писала для своей первой брошюры, изданной Бюро рыболовства; тогда её начальник посчитал это произведение слишком хорошим для публикации в таком формате. В Atlantic Monthly это эссе вышло под заголовком «В глубинах моря» (англ. Undersea); в нём красочно описывалось воображаемое путешествие по дну океана. Эта публикация стала поворотной в писательской карьере Карсон. Издательство Simon & Schuster предложило ей расширить эту журнальную статью до размеров книги и издать у них. Так книга «Под морским ветром» (англ. Under the Sea Wind) вышла в свет в 1941 году, получила превосходные отзывы, однако плохо продавалась. Тем временем новые статьи Рейчел Карсон появились в журналах Sun Magazine, Nature и Collier’s.
В 1945 году Карсон попыталась уйти с работы в Бюро рыболовства (к тому времени преобразованного в Службу охраны рыбных ресурсов и диких животных), но уходить было особо некуда: вакансий для учёных-натуралистов в то время в США было очень мало, поскольку после успеха «Манхэттенского проекта» наибольшее финансирование получали физико-технические, а не биологические научные исследования. В середине 1945 года Карсон впервые занялась исследованием ДДТ, который тогда был «революционно новым пестицидом» и ещё только проходил испытания на токсикологическую и экологическую безопасность. В то время для Карсон ДДТ был лишь одной из многих тем для написания статей, а редакторы издательства сочли эту тему не очень интересной, и потому первые публикации Карсон про ДДТ вышли только в 1962 году.
Карсон осталась работать в Службе охраны рыбных ресурсов и диких животных и в том же 1945 году заняла первую руководящую должность, возглавила небольшую писательскую группу, а в 1949 году стала главным редактором публикаций службы. С одной стороны, это давало больше возможностей для проведения полевых исследований и больше свободы в выборе тем публикаций, с другой — налагало серьёзные административные обязанности и ответственность. С 1948 года Карсон начала работать над материалами для второй книги и окончательно решила стать профессиональным писателем. В этом ей тогда помогла литературный агент Мари Роделл (англ. Marie Rodell), с которой Карсон тесно сотрудничала и в дальнейшем.

## Литературная и научно-исследовательская деятельность

### «Море вокруг нас»

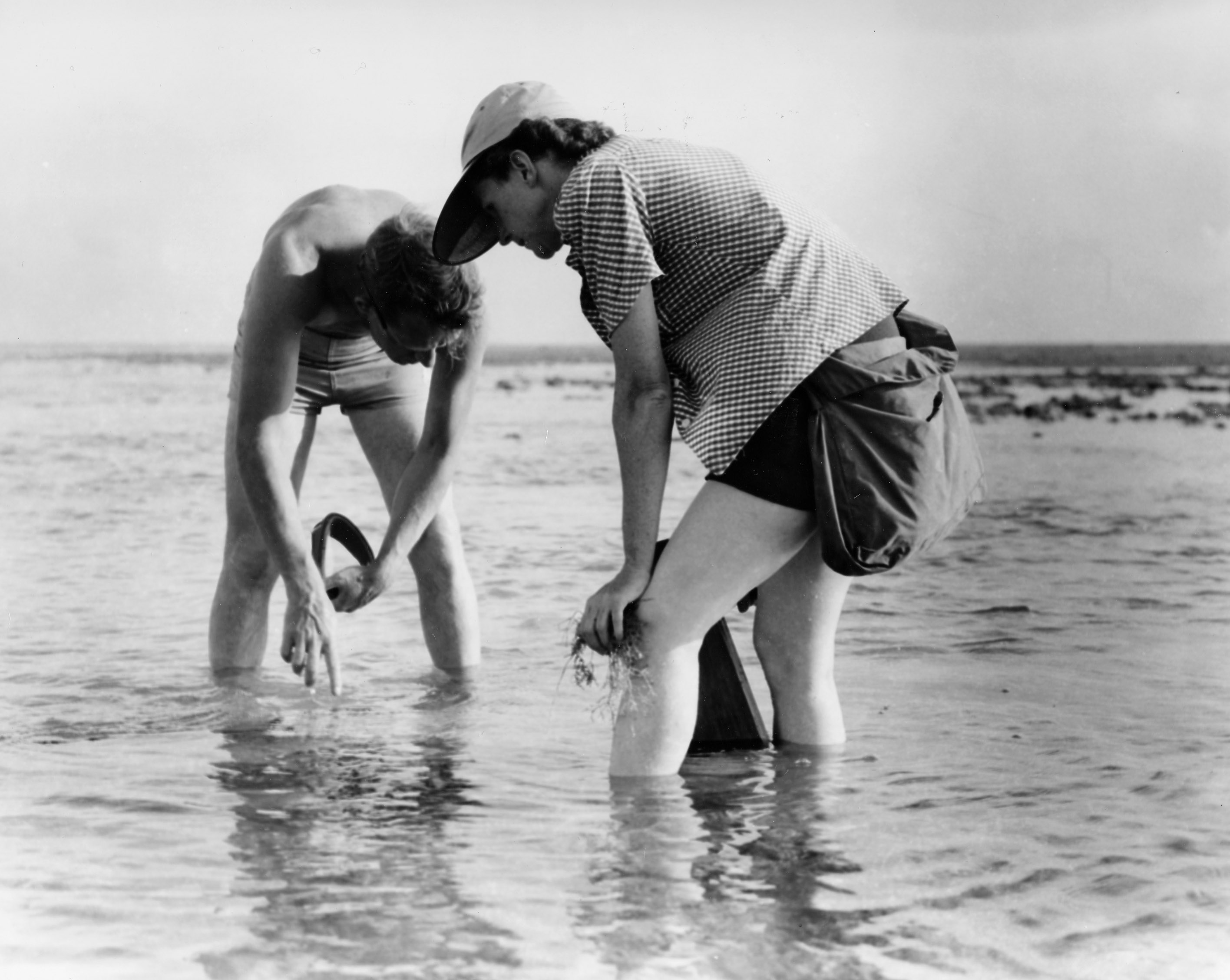
Рейчел Карсон и Роберт Хайнс проводят исследование на берегу Атлантического океана. 1952 год.

Издательство Оксфордского университета проявило интерес к предложению Карсон об издании книги по истории жизни в океане, и в начале 1950 года была завершена рукопись «Моря вокруг нас» (англ. The Sea Around Us). Ещё до выхода книги отдельные главы из неё были опубликованы в журналах Science Digest и The Yale Review. Одна из глав — «Рождение острова» (англ. The Birth of an Island) — получила премию Джорджа Вестингауза за лучшую научно-популярную публикацию (George Westinghouse Science Writing Prize), присуждаемую Американской ассоциацией содействия развитию науки. Девять глав из «Моря вокруг нас» были последовательно опубликованы в номерах журнала The New Yorker, начиная с июня 1951 года. Наконец, сама книга вышла в свет 2 июля 1951 года и обрела огромную популярность: она оставалась в Списке бестселлеров по версии The New York Times на протяжении 86 недель, вышла в сокращении в «Ридерз дайджест», в 1952 году была удостоена Национальной книжной премии по документальной литературе (англ. National Book Award for Nonfiction) и Медали Джона Берроуза (англ. John Burroughs Medal). Сама Карсон получила за эту книгу две почётные докторские степени. По книге был снят документальный фильм. После такого успеха «Моря вокруг нас» была переиздана и первая книга Карсон — «Под морским ветром», которая в этот раз тоже стала бестселлером. В 1952 году Рейчел Карсон уволилась из Службы охраны рыбных ресурсов и диких животных, чтобы плотнее заняться писательским трудом.
В это время Карсон просматривала сценарий документального фильма по её книге и получала очень много писем и приглашений на встречи. Она была очень недовольна сценарием Ирвина Аллена (англ. Irwin Allen), который также был директором и продюсером этого фильма; по её мнению, сценарий был не совсем верным с научной точки зрения и неправильно передавал атмосферу её книги, и такой фильм оказывался «чем-то между „хотите — верьте, хотите — нет“ и беззаботным фильмом о путешествии». Но по закону об авторском праве и договору с кинокомпанией Карсон имела право предварительно ознакомиться со сценарием и написать рецензию, но не контролировать содержание фильма и работу над ним. Несмотря на возражения Карсон, Аллен выпустил этот фильм, который оказался очень успешным и получил Премию «Оскар» за лучший документальный полнометражный фильм 1953 года. Однако Карсон осталась очень недовольной и больше никому не продавала права на экранизацию её литературных произведений.

### «Грань моря»

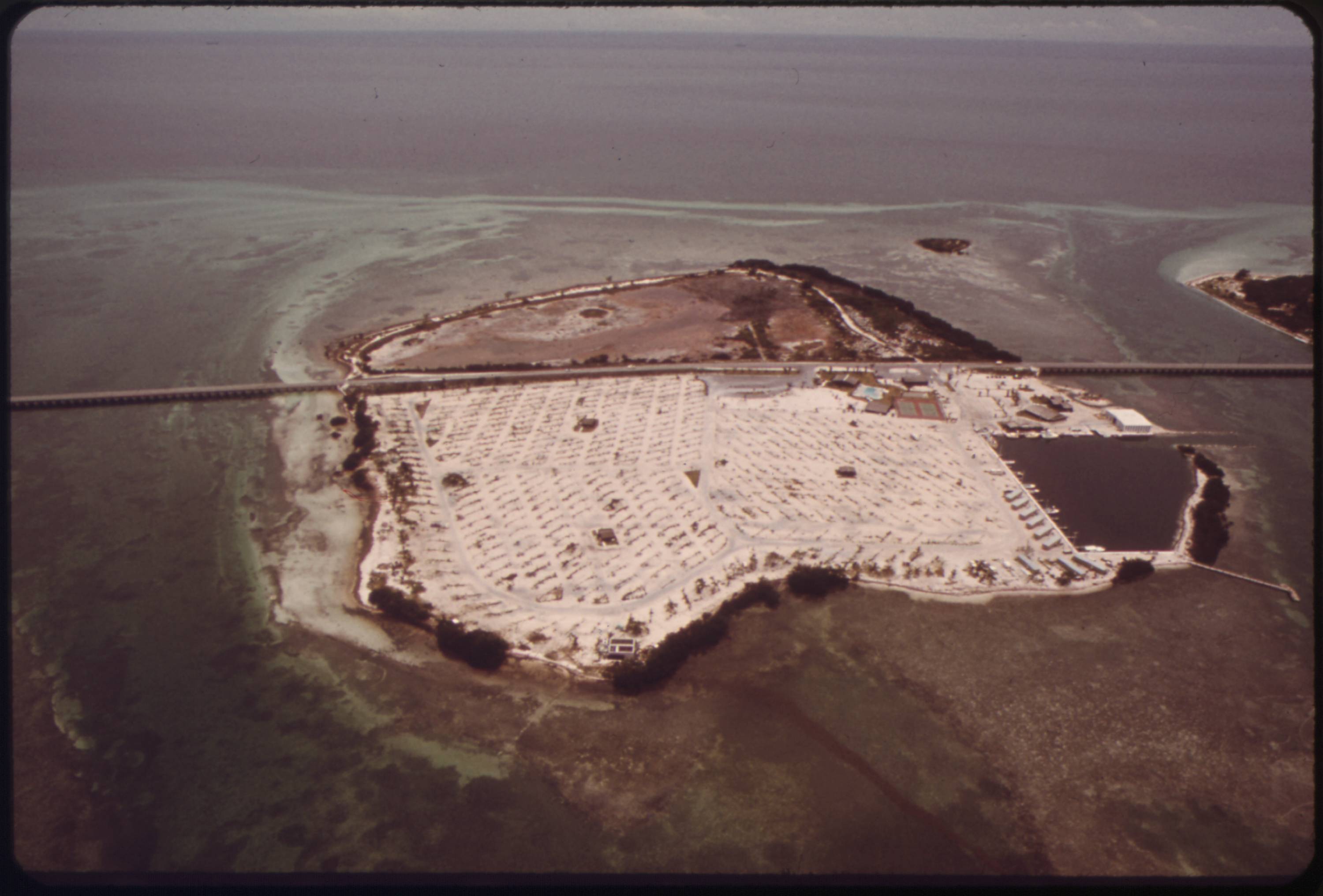
Отмель Огайо (Саншайн) у побережья Флориды (фотография 1973 года). Здесь в начале 1950-х Рейчел Карсон собирала данные для «Грани моря».

В начале 1953 года Карсон занялась исследованиями в области биологии и экологии живых организмов побережья Атлантического океана. В 1955 году был готов третий том её морской трилогии — «Грань моря» (англ. The Edge of the Sea), повествующий о жизни прибрежных экосистем, в частности на Восточном побережье США. Сокращённые главы из этой книги были опубликованы в двух номерах журнала The New Yorker, а вскоре после этого, 26 октября 1955 года, в издательстве Houghton Mifflin вышла и вся книга. Она также получила много положительных отзывов.
Кроме «Грани моря», в 1955 и 1956 годах Карсон написала ещё несколько литературных произведений, в том числе сценарий для эпизода «Кое-что о небе» (англ. Something About the Sky) телесериала «Омнибус» и статьи для научно-популярных журналов. Следующую книгу Карсон собиралась написать на тему эволюции, но Джулиан Хаксли опередил её, издав свою книгу «Эволюция в действии» (англ. Evolution in Action). Карсон было трудно написать простым и понятным языком что-то действительно новое на эту тему, и она отказалась работать над такой книгой.

### Экологические исследования
После 1956 года основным направлением научных исследований и литературных произведений Рейчел Карсон становится не морская биология, а экология и защита окружающей среды от антропогенного загрязнения, в особенности ядохимикатами. Возможно, тому поспособствовали её друзья, которые однажды принесли ей несколько умирающих дроздов, поражённых ДДТ.
Первой публикацией Карсон на эту тему стала её книга «Поминовение Земли» (англ. Remembrance of the Earth). Помимо научной и литературной работы, Карсон принимала участие в деятельности The Nature Conservancy и других природоохранных общественных объединений, а также планировала купить участок земли в штате Мэн и создать там частный заповедник «Затерянные леса» (англ. Lost Woods).
В начале 1957 года умерла одна из племянниц Рейчел, которой был всего 31 год, и остался сиротой её пятилетний сын Роджер Кристи (Roger Christie). Рейчел Карсон усыновила мальчика. Чтобы одновременно ухаживать и за ним, и за своей престарелой матерью, она переехала в Силвер-Спринг (штат Мэриленд), но по-прежнему занималась проблемами защиты окружающей среды от различных угроз.
С конца 1957 года Карсон стала исследовать тему безопасности планировавшегося тогда в США широкого применения пестицидов. Министерство сельского хозяйства США с помощью них надеялось полностью уничтожить в Северной Америке интродуцированных инвазивных красных огненных муравьёв, случайно завезённых из Южной Америки в 1930-х годах, опасных для людей-аллергиков и многих аборигенных видов. Разрабатывались и другие планы применения хлорорганических и фосфорорганических инсектицидов, экологический эффект которых тогда ещё не был достаточно исследован и зачастую не принимался во внимание. Опасные последствия чрезмерного использования пестицидов стали главной темой исследований Карсон до конца её жизни.

### «Безмолвная весна»

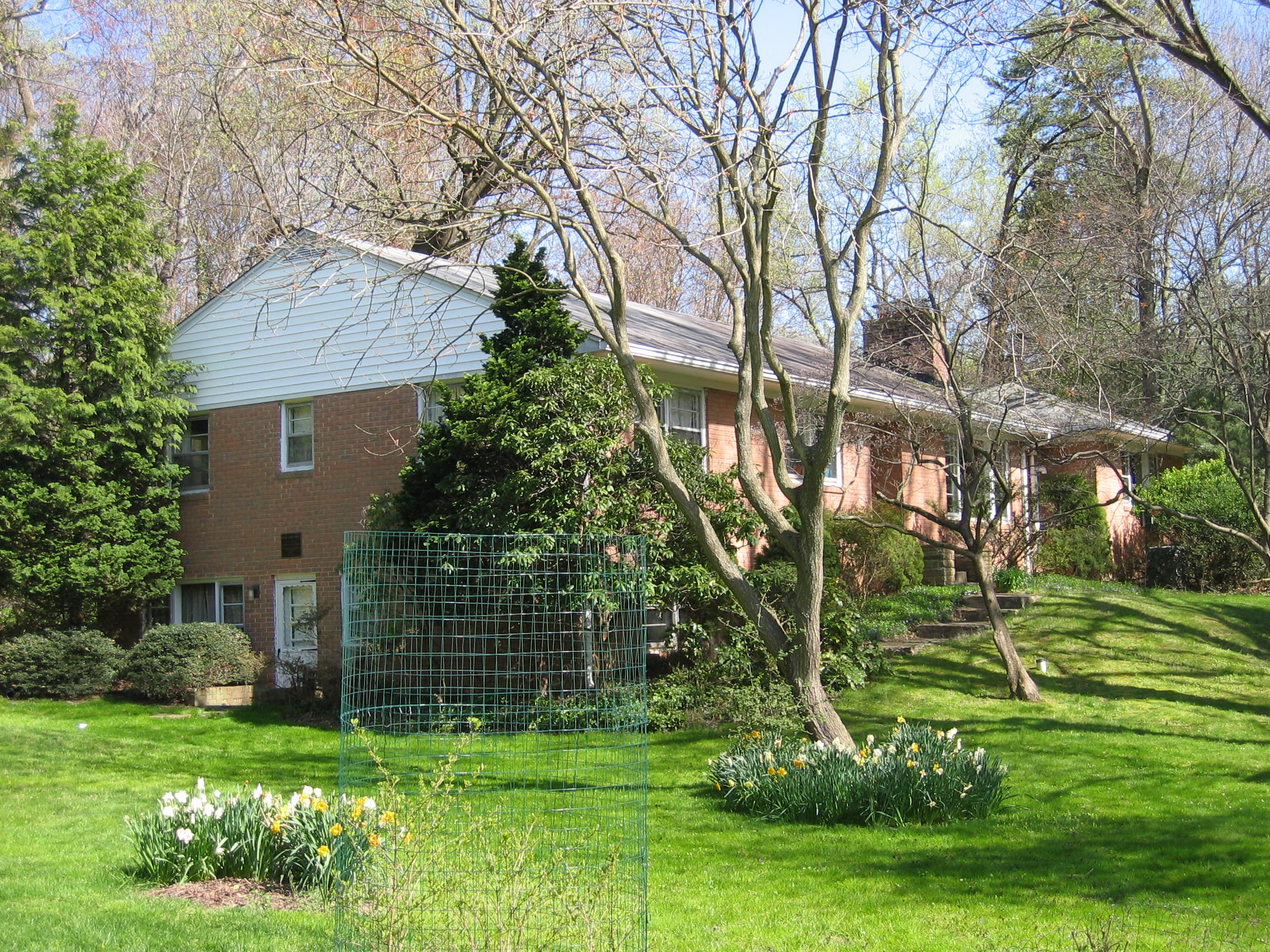
В в (Мэриленд) была написана «Безмолвная весна»

Обложка первого издания книги

«Безмолвная весна» — самая знаменитая книга Рейчел Карсон — была впервые издана 27 сентября 1962 года издательством Houghton Mifflin. В книге подробно и доступно описывается вредное воздействие пестицидов на окружающую среду. Рейчел Карсон была не единственным и не первым исследователем, публично высказавшим свои опасения по поводу применения ДДТ и других пестицидов. Однако именно её книга, в которой сочетались научные знания, доступность изложения и поэтичность слога, стала наиболее популярной и способствовала развитию общественного движения в защиту окружающей среды. «Безмолвная весна» неоднократно переиздавалась. Предисловие к изданию 1994 года написал вице-президент США Альберт Гор. В 2012 году «Безмолвная весна» была включена Американским химическим обществом в список Национальных исторических химических достопримечательностей (англ. National Historic Chemical Landmarks) за её важную роль в становлении современного движения в защиту окружающей среды.
Работу над исследовательским проектом, лёгшим в основу будущей книги, Карсон начала в 1957 году, когда федеральные власти США запустили программу по уничтожению непарного шелкопряда и огненных муравьёв путём распыления с воздуха пестицидов, в том числе над частными земельными участками. Землевладельцы из Лонг-Айленда подали судебный иск о прекращении таких химических обработок без их согласия, затем к иску присоединились и другие землевладельцы, а также общественные активисты. Хотя в итоге истцы проиграли этот процесс, решением Верховного суда США им было предоставлено право требовать судебных запретов действий, наносящих потенциальный ущерб окружающей среде; в дальнейшем это привело к успеху ряда дел по охране окружающей среды.
К 1960 году у Карсон было более чем достаточно материалов для исследования, и написание книги значительно ускорилось. Кроме изучения научной литературы, Карсон непосредственно исследовала сотни отдельных случаев заболеваний людей и нанесения экологического ущерба вследствие воздействия пестицидов. Однако в январе 1960 года у неё обнаружилась язва двенадцатиперстной кишки, давшая осложнения в виде инфекционных заболеваний и приковавшая к постели на несколько недель. Это замедлило работу над «Безмолвной весной». К марту Карсон почти выздоровела и написала черновики двух глав книги, в которых рассматривалось канцерогенное действие пестицидов, однако затем обнаружила у себя кисты в левой груди, из-за которых потребовалось делать мастэктомию. Её врач рекомендовал эту операцию как превентивную и посчитал, что дальнейшего лечения не потребуется. Однако это была ошибка: новообразование оказалось злокачественным и дало метастазы.
Несмотря на болезнь, Карсон продолжала работать не только над «Безмолвной весной», но и над новым изданием «Моря вокруг нас» и, совместно с фотографом Эрихом Хартманном (англ. Erich Hartmann (photographer)), над фотоальбомом. Этот фотоальбом под названием «Море» (англ. The Sea) вышел в 1961 году в майском и июньском номерах журнала Johns Hopkins Magazine; Карсон написала подписи к фотографиям Хартманна. Эти работы также тормозили выход «Безмолвной весны». К концу 1960 года Карсон успела завершить почти всю исследовательскую и писательскую работу, кроме обсуждения последних на тот момент исследований в области биологического контроля численности вредителей и некоторых новых пестицидов. Состояние здоровья Карсон не улучшалось, из-за чего издание «Безмолвной весны» пришлось отложить на 1961 год, а потом на начало 1962 года.
После публикации «Безмолвной весны» Рейчел Карсон писала своему другу:

Красота живого мира, который я старалась спасти, всегда была превыше всего в моём понимании — наряду с гневом по поводу совершаемых бессмысленных жестокостей. Я ощущала себя связанной торжественным обязательством сделать всё, что могу, — если бы я хотя бы не попробовала этого сделать, я бы никогда не могла ощущать себя счастливой наедине с природой.
Оригинальный текст (англ.)The beauty of the living world I was trying to save has always been uppermost in my mind — that, and anger at the senseless, brutish things that were being done. I have felt bound by a solemn obligation to do what I could — if I didn’t at least try I could never be happy again in nature

Ухудшающееся состояние здоровья ограничило участие Карсон в общественной дискуссии, развернувшейся после выхода «Безмолвной весны» в свет. Единственным её появлением в медиа стала запись для документальной передачи из цикла CBS Reports (англ. CBS Reports), показанной CBC 3 апреля 1963 года, фактически — заочной дискуссии Карсон и химика компании — производителя пестицидов American Cyanamid (англ. American Cyanamid) Роберта Уайта-Стивенса, одного из самых агрессивных публичных критиков «Безмолвной весны». Для передачи Карсон снималась, сидя на крыльце своего дома и в парике: метастазы начали распространяться на позвоночник, у неё выпали волосы. Выпуск CBS Reports, который посмотрело от 10 до 15 млн. американцев, дал Карсон огромную общественную поддержку, критика «Безмолвной весны» практически сошла на нет. В мае 1963 года она выступила перед подкомитетом Сената США. К концу года она получила множество общественных наград, включая медаль Каллума Американского географического общества и медаль Одюбона, и была принята в члены Американской академии искусств и литературы.

## Личная жизнь
Рейчел Карсон не была замужем и не имела своих детей. Из-за этого, как пишет Линда Лир, в нескольких публикациях сообщалось, что якобы бывший министр сельского хозяйства США Эзра Тафт Бенсон (англ. Ezra Taft Benson) писал бывшему Президенту США Дуайту Эйзенхауэру о том, что Рейчел Карсон «вероятно, коммунистка», поскольку так и не вышла замуж, несмотря на свою красоту и привлекательность. Однако нет прямых подтверждений существования такого письма.
Рейчел Карсон впервые встретилась с Дороти Фримен летом 1953 года в городе Саутпорт (англ. Southport) (округ Линкольн штата Мэн). Ранее Фримен узнала о том, что Карсон собирается переселиться в эти места, и написала ей письмо с предложением встретиться. Так между женщинами завязались отношения, которые разные авторы описывают как исключительно близкую дружбу или любовь и которые продолжались до конца жизни Карсон. Они каждое лето проводили вместе в штате Мэн, а в остальное время переписывались: за 12 лет подруги написали примерно девятьсот писем.
Дороти Фримен (урождённая Мёрдок (Murdoch), 1898—1978) выросла в прибрежном городке Марблхед (англ. Marblehead) штата Массачусетс; летом выезжала с семьёй в Саутпорт. Работала экономкой, пока в 1924 году не вышла замуж за Стенли Фримена (Stanley Freeman). Их единственный ребёнок родился в 1926 году, его назвали именем отца — Стенли Фримен — младший (Stanley Freeman, Jr.).
Линда Дж. Лир (Linda J. Lear), биограф Рейчел Карсон, писала, что «Карсон была очень нужна преданная подруга и родственная душа, которая могла бы выслушать её, не давая советов, и принять её целиком, как писателя и как женщину». Такую подругу Рейчел обрела в лице Дороти. У подруг было несколько общих интересов, из которых главным была природа. Поэтому они много переписывались, бывали вместе летом — и не только летом, если находили время. Джанет Монтефиоре (Janet Montefiore) утверждает, что «они выражали свою любовь почти исключительно в письмах, и лишь изредка — рукопожатием или поцелуем на прощание». Некоторые из писем Карсон Фримен давала читать своему мужу, но большинство старательно охраняла от чужих глаз. Случалось, что в одном конверте отправлялись два письма: одно предназначалось для прочтения в присутствии мужа Фримен или матери Карсон, другое — только для получательницы, второе письмо впоследствии уничтожалось.
Незадолго до смерти Карсон и она, и Фримен уничтожили сотни своих писем. Уцелевшие были опубликованы в 1995 году в книге «Всегда, Рейчел: письма Рейчел Карсон и Дороти Фримен, 1952—1964: интимный портрет знаменитой дружбы» (англ. Always, Rachel: The Letters of Rachel Carson and Dorothy Freeman, 1952–1964: An Intimate Portrait of a Remarkable Friendship), изданной Beacon Press под редакцией внучки Фримен. По словам Сары Тьёссем (Sarah F. Tjossem), отношения между Карсон и Фримен «были из того разряда, который Кэролин Хейлбрун характеризовала как крепкую женскую дружбу, где важно „не то, гомосексуальны или гетеросексуальны подруги, любовницы они или нет, а то, что им обеим свойственна восхитительная энергия работы в общественной сфере“».

## Смерть
В январе 1964 года Рейчел Карсон, уже ослабленная раком груди и радиотерапией, заразилась респираторным вирусным заболеванием, которое быстро прогрессировало. В феврале того же года была диагностирована серьёзная анемия, развившаяся как побочное последствие лучевой терапии рака. Однако и лучевая терапия не смогла остановить рост метастазов, в марте они обнаружились в печени. Рейчел Карсон умерла 14 апреля 1964 года от инфаркта миокарда в своём доме в Силвер-Спринг, Мэриленд.
Тело Карсон было кремировано, прах захоронен рядом с её матерью на кладбище Parklawn Memorial Gardens в городе Роквилл штата Мэриленд.

## Литературное наследие
Свои рукописи и другие бумаги Рейчел Карсон завещала Йельскому университету, потому что расположенная в нём Библиотека редких книг и рукописей Бейнеке уже тогда была оборудована по последнему слову техники и могла всё это сохранить для будущих читателей. Литагент Мари Роделл почти два года разбирала и каталогизировала письменное наследие Карсон. Личные письма она рассылала обратно корреспондентам и только с их согласия отправляла в архив.
Большинство сохранившихся фотографий Рейчел Карсон сделаны в путешествиях и на отдыхе и не дают сведений о её научно-исследовательской работе.
В 1965 году Роделл опубликовала эссе Карсон «Способность удивляться» (англ. A Sense of Wonder), которое автор намеревалась расширить до целой книги, но так и не успела это сделать. Эссе вышло с фотографиями Чарльза Пратта (англ. Charles Pratt) и других фотографов. В этой неопубликованной при жизни работе Рейчел Карсон убеждала родителей дать своим детям возможность подольше быть на природе, получать «…надолго запоминающееся удовольствие от контакта с природным миром … доступное для каждого, кто отдаётся воздействию земли, моря, неба и их удивительной жизни».
В 1998 году, кроме книги «Всегда, Рейчел» с письмами Рейчел Карсон, были изданы ранее не публиковавшиеся её работы в сборнике «Затерянные леса: открытие записей Рейчел Карсон» (англ. Lost Woods: The Discovered Writing of Rachel Carson) под редакцией Линды Лир (Linda Lear). Книги и другие работы Карсон продолжают издаваться.

## Роль работ Рейчел Карсон в деле охраны окружающей среды
Деятельность Рейчел Карсон сыграла важную роль в развитии охраны окружающей среды. В 1960-х годах многие читатели «Безмолвной весны» стали активными участниками экологических общественных движений. Патрисия Хайнс (H. Patricia Hynes), инженер-эколог и исследователь наследия Рейчел Карсон, отметила: «„Безмолвная весна“ изменила баланс сил в мире. С тех пор никто не может так легко и безосновательно утверждать, что загрязнение — это неизбежная обратная сторона прогресса». Движение сторонников «глубинной экологии» во многом основано на идеях и фактах из книг Карсон; работы Карсон также активно использовали другие общественные экологические движения, возникшие в 1960-х годах, равно как экофеминистки и многие учёные-феминистки.
Нельзя утверждать, что сама Рейчел Карсон была феминисткой или борцом за права женщин, однако её работы и их критика сыграли важную роль в становлении экофеминистского движения. Критики исследований Карсон называли их «любительскими» и слишком эмоциональными, говорили, что Рейчел Карсон была недостаточно компетентной в этой области знаний. Даже исследовательницы-экофеминистки признавали, что непримиримая риторика публикаций и выступлений Карсон была очень эмоциональной, местами даже истерической, но оправдывали её тем, что она бросила вызов капиталистическому производству крупных сельскохозяйственных корпораций. Однако другие критики, например, Яков Гарб (Yaakov Garb), утверждали, что представления о Рейчел Карсон как о борце за права женщин или как о противнике капитализма ничем не обоснованы.
Работы Рейчел Карсон непосредственно способствовали кампании за запрет ДДТ в США (а затем и в других странах, где применение ДДТ в итоге также было запрещено или ограничено). Собранные Карсон данные об побочных экологических эффектах применения ДДТ были рассмотрены Научным советом при Президенте США (англ. President's Science Advisory Committee), перед которым она выступала, а затем правительственными агентствами. В 1967 году был создан Фонд защиты окружающей среды. Эта общественная организация инициировала новые судебные процессы против властей США в защиту прав людей на чистую окружающую среду, в том числе против неумеренного применения ДДТ и других ядохимикатов. Её аргументация во много повторяла доводы Рейчел Карсон. В 1972 году борьба Фонда защиты окружающей среды и других групп общественных активистов привела к успеху: началось сокращение использования ДДТ, а затем этот инсектицид был запрещён к применению, кроме как в чрезвычайных ситуациях.
Историк Джил Лепор определяет как принятые напрямую вследствие резонанса, произведённого «Безмолвной весной», Закон о чистом воздухе (англ. Clean Air Act (United States)) (1963), Закон о дикой природе (англ. Wilderness Act) (1964), Закон о национальной политике в области окружающей среды (1969), Закон о чистой воде (англ. Clean Water Act) (1972) и Закон о вымирающих видах (англ. Endangered Species Act) (1973). В 1970 году администрацией президента Никсона было создано Агентство по охране окружающей среды США, которому были переданы полномочия по регулированию применения агрохимикатов и контролю над ним и его последствиями для окружающей среды. До того этими полномочиями было наделено министерство сельского хозяйства, что порождало конфликт интересов: министерство было заинтересовано в росте производства и повышении качества сельскохозяйственной продукции, но совершенно не несло ответственности за последствия сельскохозяйственной деятельности для дикой природы и в целом окружающей среды за пределами сельхозугодий. Рейчел Карсон обратила особое внимание на это положение дел. Через пятнадцать лет после создания Агентства по охране окружающей среды один журналист назвал его «длинной тенью „Безмолвной весны“». Значительная часть ранней работы агентства, в том числе разработка федерального закона об инсектицидах, фунгицидах и родентицидах (англ. Federal Insecticide, Fungicide, and Rodenticide Act), прямо относилась к тому, чем занималась Карсон.
В 1980-х года администрация Рейгана проводила политику первоочередной поддержки экономического роста, и были отменены многие прежние природоохранные ограничения хозяйственной деятельности, установленные из-за проблем, исследованных Рейчел Карсон.

## Память
Экологические исследовательские работы Карсон после её смерти удостоились высоких оценок и наград от многих органов государственной власти, экологических общественных организаций, научно-образовательных сообществ. 9 июня 1980 года Рейчел Карсон была посмертно награждена Президентской медалью Свободы, одной из двух высочайших гражданских наград США. В следующем году в Великой американской серии (англ. Great Americans series) почтовых марок была выпущена 17-центовая марка с портретом Карсон; такие марки издавались и в нескольких других странах.
В 2016 году Калифорнийский университет в Санта-Крузе переименовал в честь Рейчел Карсон один из своих колледжей — Колледж имени Рейчел Карсон (англ. Rachel Carson College), который до того назывался «Восьмой колледж» (College Eight).
Дом, в котором Рейчел Карсон родилась и выросла, был включён в Национальный реестр исторических мест США под названием «Усадьба Рейчел Карсон» (англ. Rachel Carson Homestead); чтобы его содержать, в 1975 году была создана некоммерческая организация Rachel Carson Homestead Association. Дом в Коулсвилле (англ. Colesville) (штат Мэриленд), где была написана «Безмолвная весна», стал Национальным историческим памятником США в 1991 году.

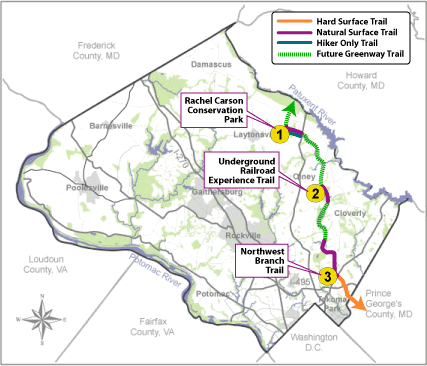
Схема «Зелёного пути Рейчел Карсон»

57-километровый походный маршрут около Питтсбурга также назван именем Рейчел Карсон в 1975 году; его содержит ещё одна некоммерческая организация имени Карсон — Rachel Carson Trails Conservancy. Планируется создать ещё один туристический маршрут, носящий имя писательницы, — Зелёный путь Рейчел Карсон (англ. Rachel Carson Greenway) протяжённостью 25 миль в штате Мэриленд; его проект был предложен в 1998 году и утверждён в 2005 году.
Также в её честь названы Мост Рейчел Карсон (англ. Rachel Carson Bridge) в Питтсбурге, здание Департамента охраны окружающей среды Пенсильвании (англ. Pennsylvania Department of Environmental Protection) в Гаррисберге, начальные школы в Гейтерсберге (Монтгомери, Мэриленд), Саммамише (Кинг, Вашингтон) и Сан-Хосе (Калифорния), средние школы в Бивертоне (Орегон) и Херндоне (Фэрфакс, Виргиния), высшая школа в Бруклине.
Имя «Rachel Carson» носят два исследовательских судна: одно — RV Rachel Carson (2003) на западном побережье США — принадлежит Monterey Bay Aquarium Research Institute (MBARI), другое — RV Rachel Carson (2008) на восточном побережье — Центру наук об окружающей среде (англ. Center for Environmental Science) Мэрилендского университета в Колледж-Парке. Из ранее существовавших судов имя Карсон носила бывшая канонерская лодка USS Crockett (PG-88), которая в 1976 году была выведена из состава военно-морского флота, передана Агентству по охране окружающей среды, им переименована в честь Рейчел Карсон и использовалась в лимнологических исследованиях Великих Озёр; ныне сдана на металлолом. Национальный морской заповедник Флорида-Киз эксплуатировал ещё одно небольшое судно с тем же именем, используя его для обслуживания бакенов.

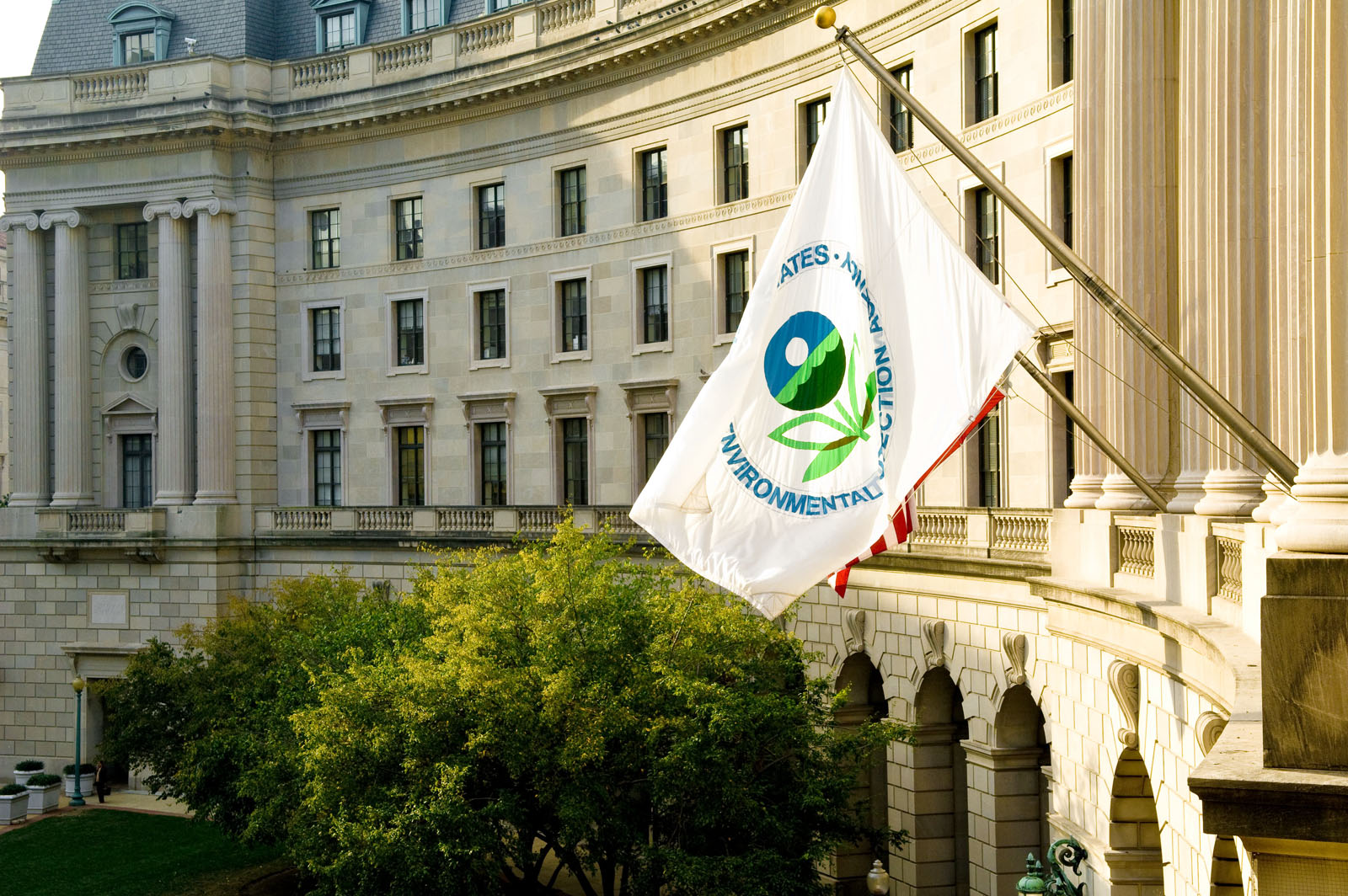
William Jefferson Clinton Federal Building, 2014 год

Актовый зал на третьем этаже главного здания Агентства по охране окружающей среды США — William Jefferson Clinton Federal Building (англ. William Jefferson Clinton Federal Building) — также назван именем Рейчел Карсон.
Именем Карсон названо несколько природоохранных зон. Так, в округе Монтгомери штата Мэриленд около города Бруквилл (англ. Brookeville) с 1964 по 1990 год было приобретено 650 акров (263 га) для создания природного парка Rachel Carson Conservation Park, управляемого Maryland-National Capital Park and Planning Commission. В 1969 году Национальный резерват дикой природы «Побережье штата Мэн» (англ. Coastal Maine National Wildlife Refuge) был переименован в Национальный резерват дикой природы имени Рейчел Карсон (англ. Rachel Carson National Wildlife Refuge); тогда же площадь этой ООПТ была увеличена и достигла 9125 акров (3693 га). В 1985 году власти штата Северная Каролина дали имя Карсон одному из природных резерватов, расположенному в эстуарии реки около города Бофорт (англ. Beaufort).
Существует несколько премий имени Рейчел Карсон, присуждаемых благотворительными, образовательными и научно-исследовательскими организациями. Среди них — Премия Рейчел Карсон (англ. Rachel Carson Prize (environmentalist award)), учреждённая в 1991 году в городе Ставангер (Норвегия), присуждаемая женщинам, внёсшим значительный вклад в дело охраны окружающей среды. Американское историко-экологическое общество (англ. American Society for Environmental History) с 1993 года присуждает другую премию Рейчел Карсон за лучшую диссертацию. Общество социальных исследований науки (англ. Society for Social Studies of Science) c 1998 года присуждает ежегодную Книжную премию Рейчел Карсон (англ. Rachel Carson Book Prize) за научную работу книжного объёма в области науки и технологий, имеющую общественную или политическую значимость. Общество экологических журналистов (англ. Society of Environmental Journalists) за лучшие книги об экологических проблемах ежегодно присуждает премию и два почётных упоминания (англ. honourable mentions), также названные именем Рейчел Карсон; в 2012 году эту премию получил Джо Роман (англ. Joe Roman) за книгу Listed: Dispatches from America's Endangered Species Act.
27 мая 2014 года компания Google выпустила тематический рисунок Google Doodle, посвящённый 107-летию со дня рождения Рейчел Карсон.
Карсон фигурировала в посвящённом знаменитым женщинам видеоклипе «HerStory» на песню «Ultraviolet (Light My Way)» из альбома Achtung Baby рок-группы U2. Альбом был выпущен в 1991 году, а видеоклип — в 2017-м, в ходе музыкального тура U2, посвящённого 30-летию другого альбома той же группы — The Joshua Tree.

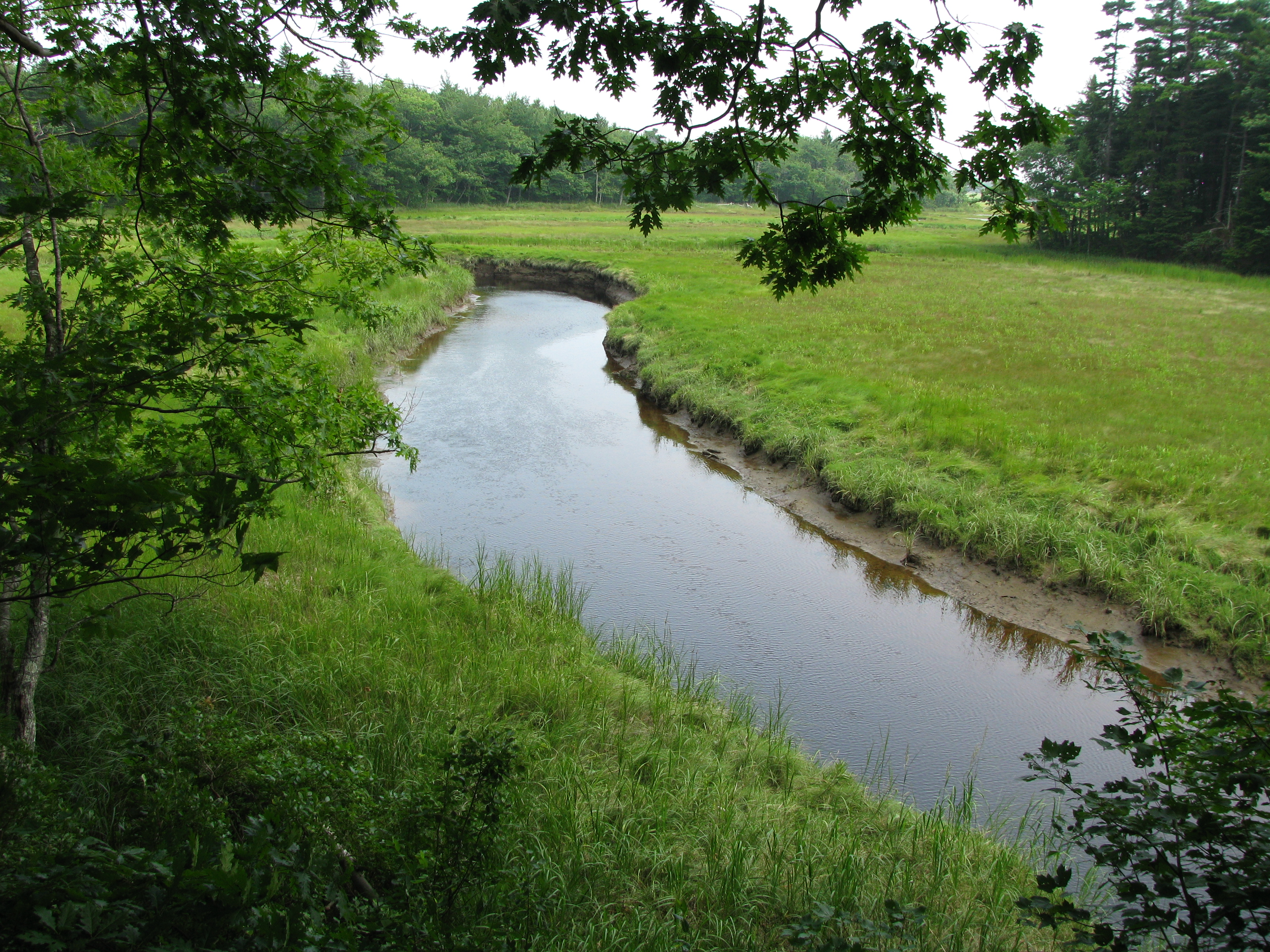
Национальный резерват дикой природы имени Рейчел Карсон
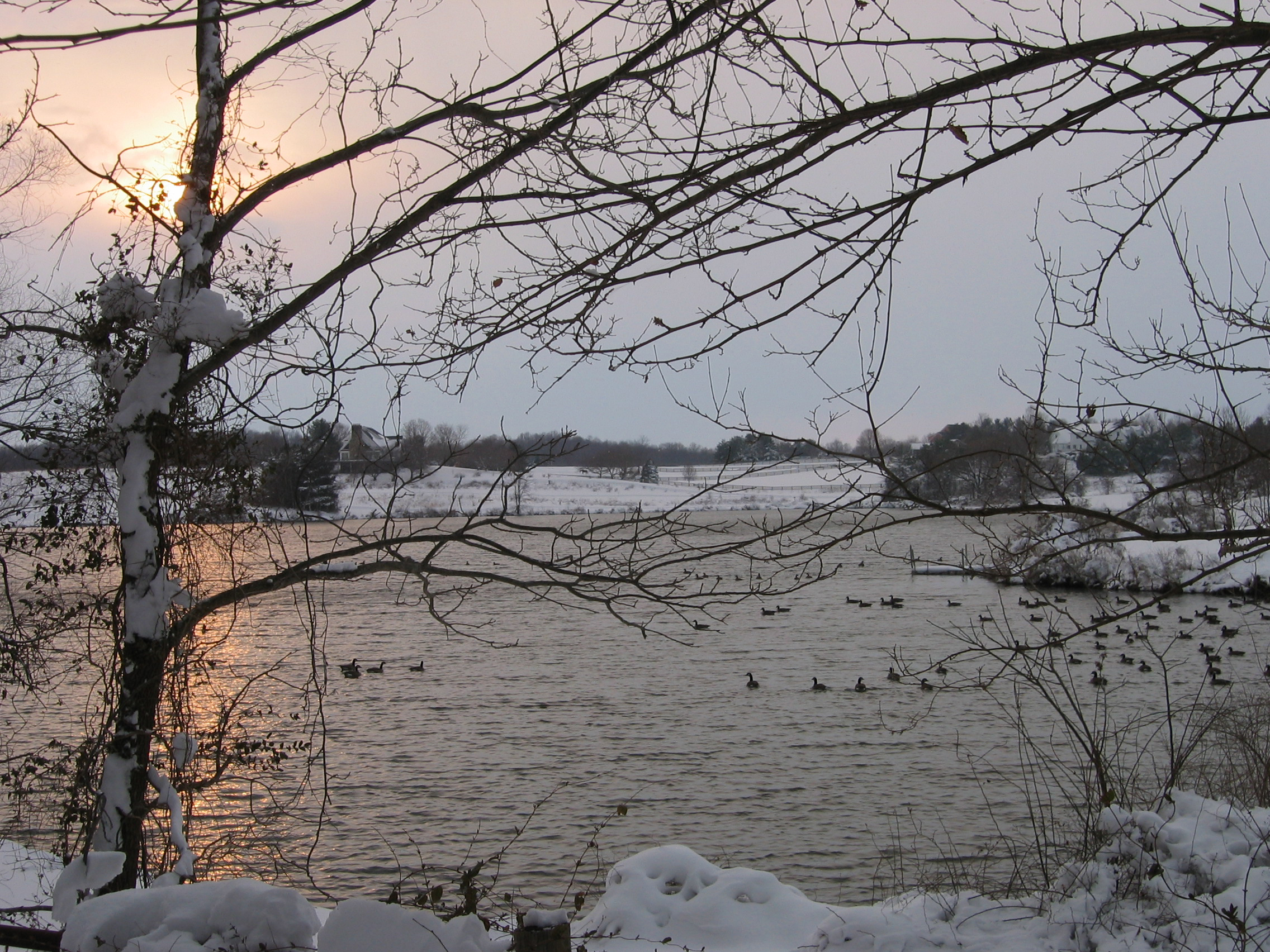
Пруд около Rachel Carson Conservation Park, на северо-востоке округа Монтгомери штата Мэриленд
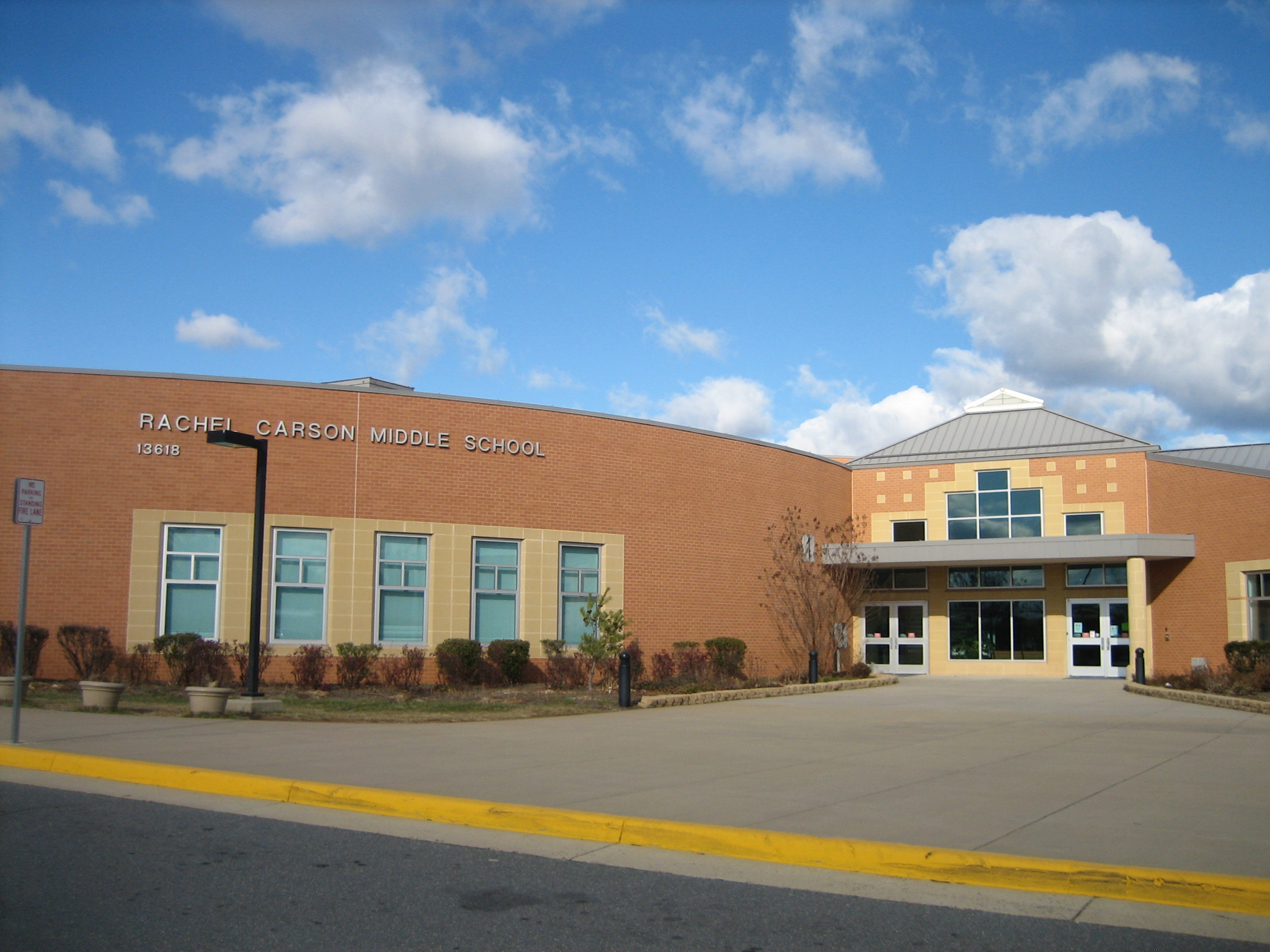
Средняя школа имени Рейчел Карсон
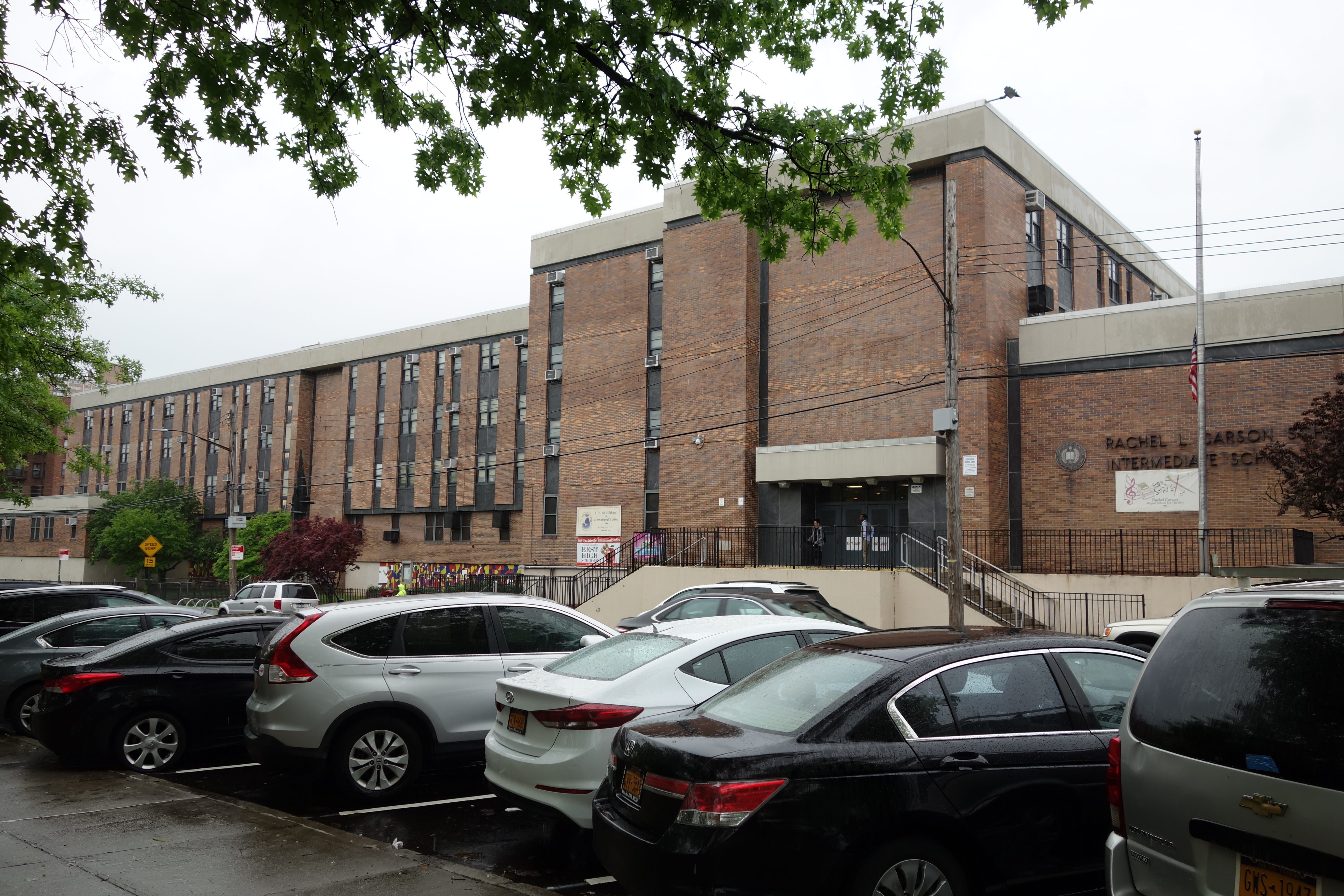
Старшая школа №237 имени Рейчел Карсон, Нью-Йорк
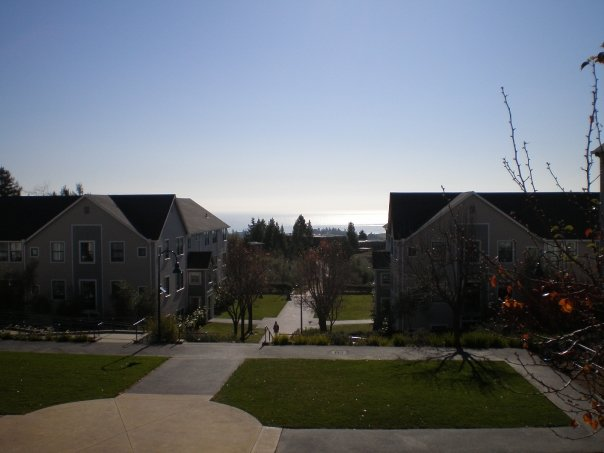
Колледж имени Рейчел Карсон
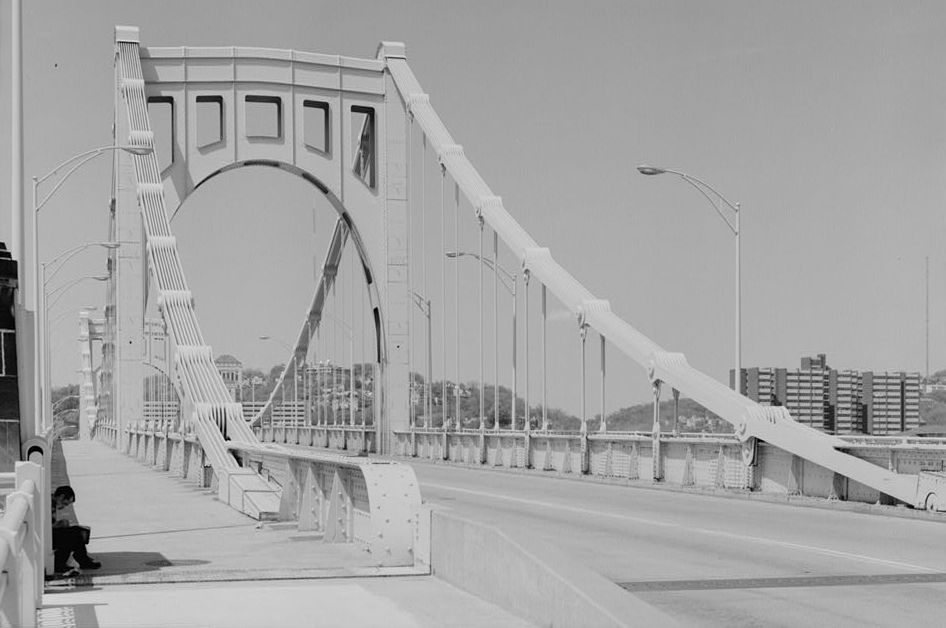
Мост Рейчел Карсон в Питсбурге
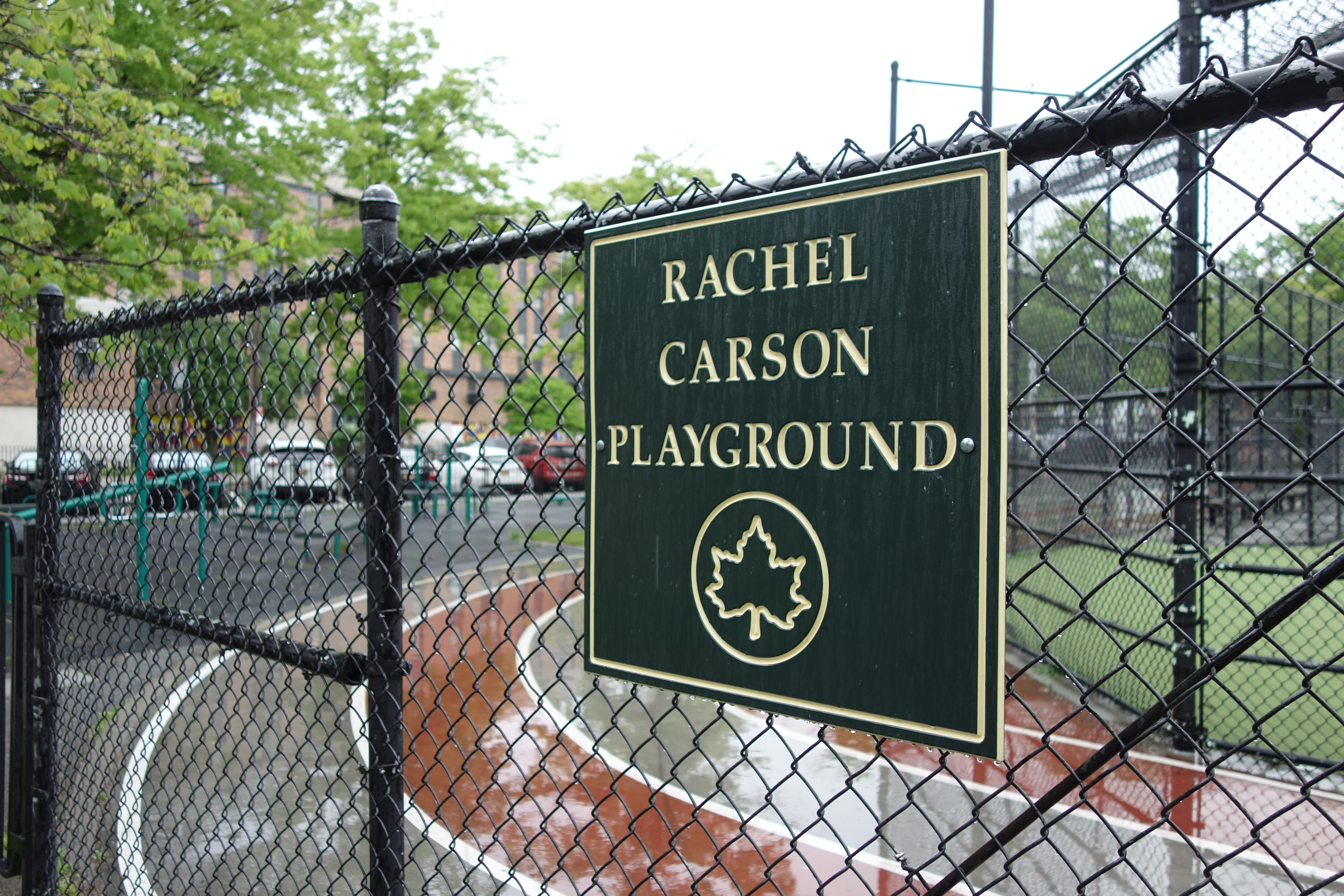
Игровая площадка имени Рейчел Карсон в Нью-Йорке
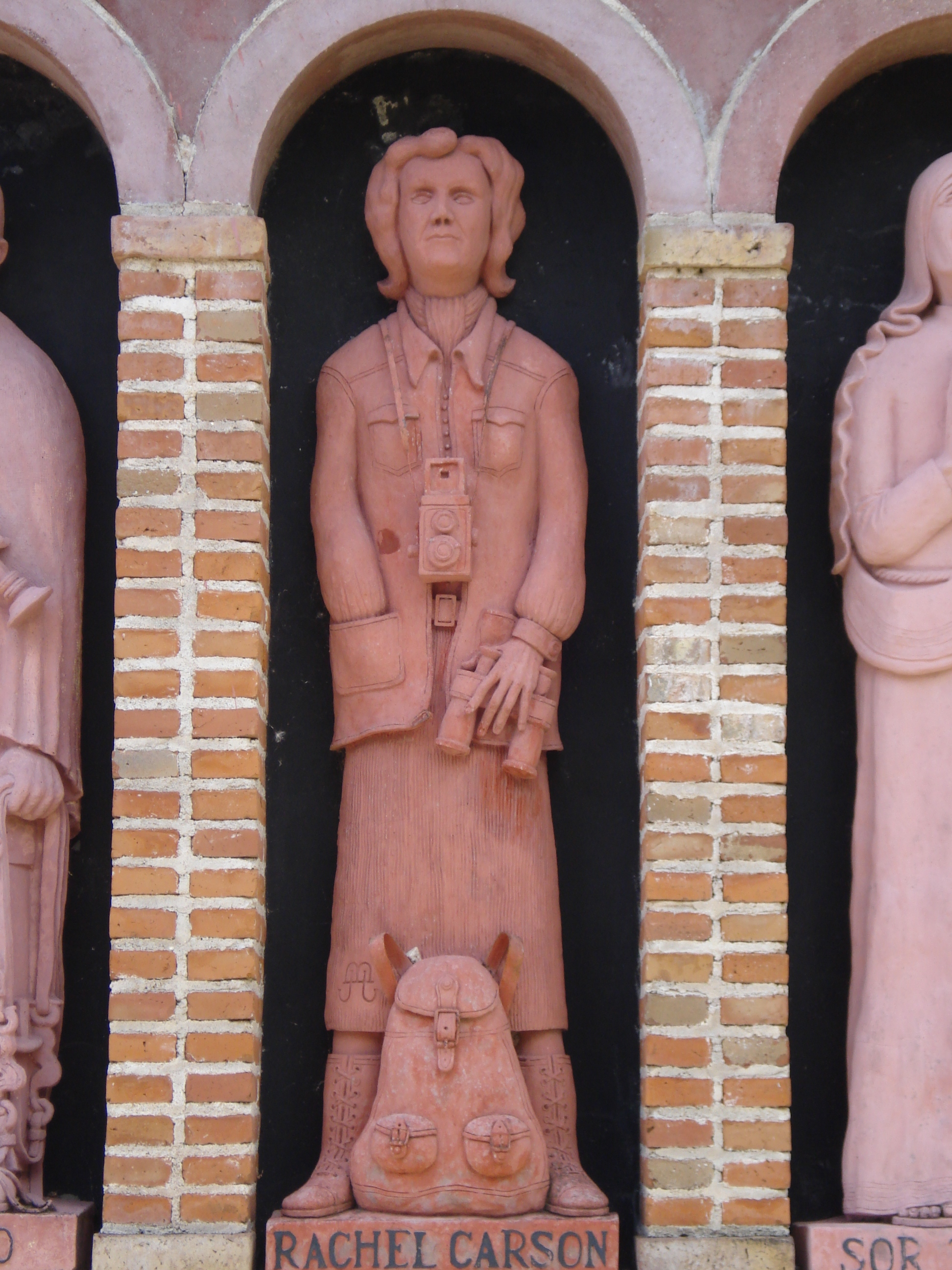
Статуя Рейчел Карсон на фасаде музея Рошен[исп.] (Аргентина)
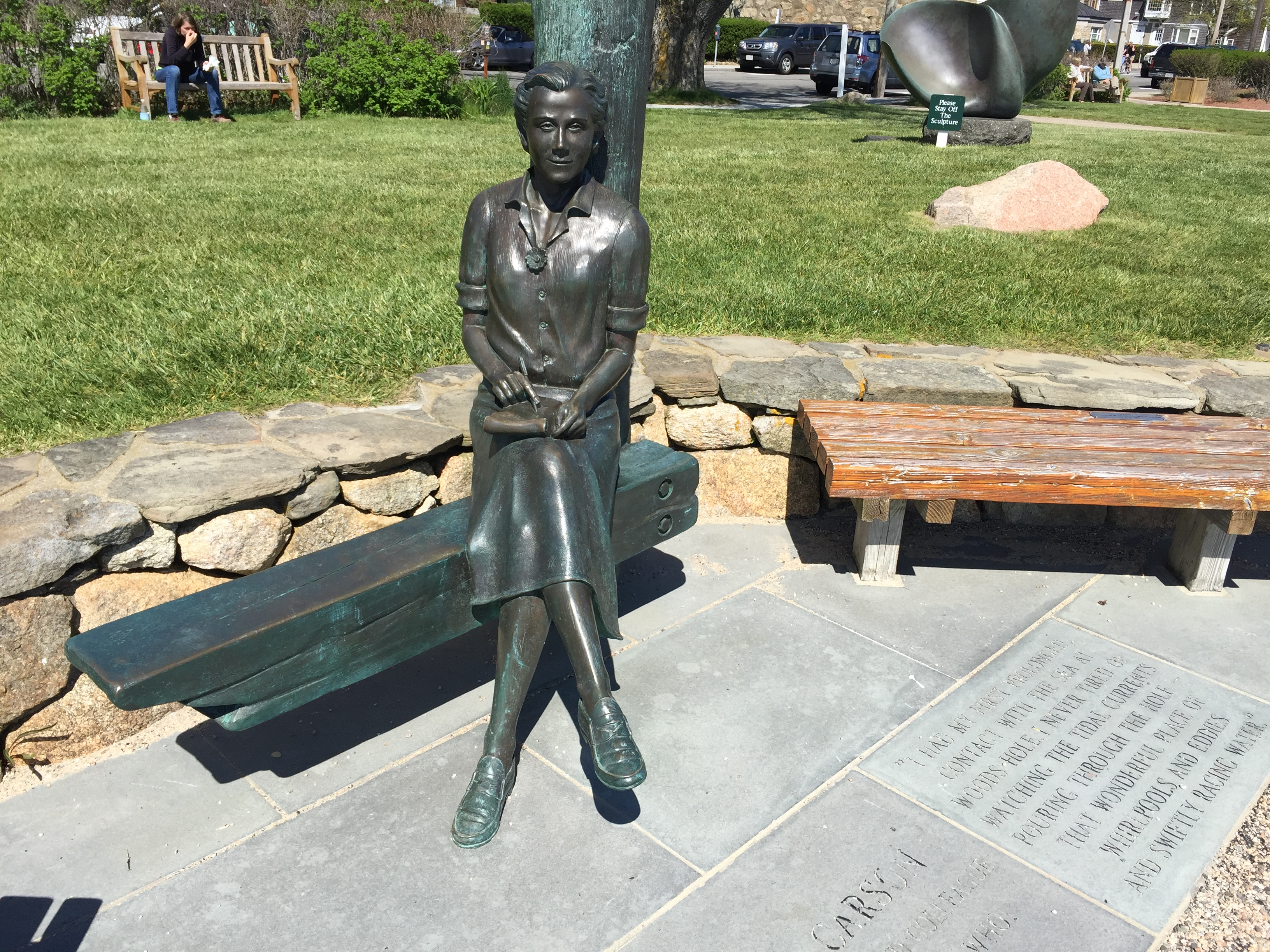
Памятник Рейчел Карсон
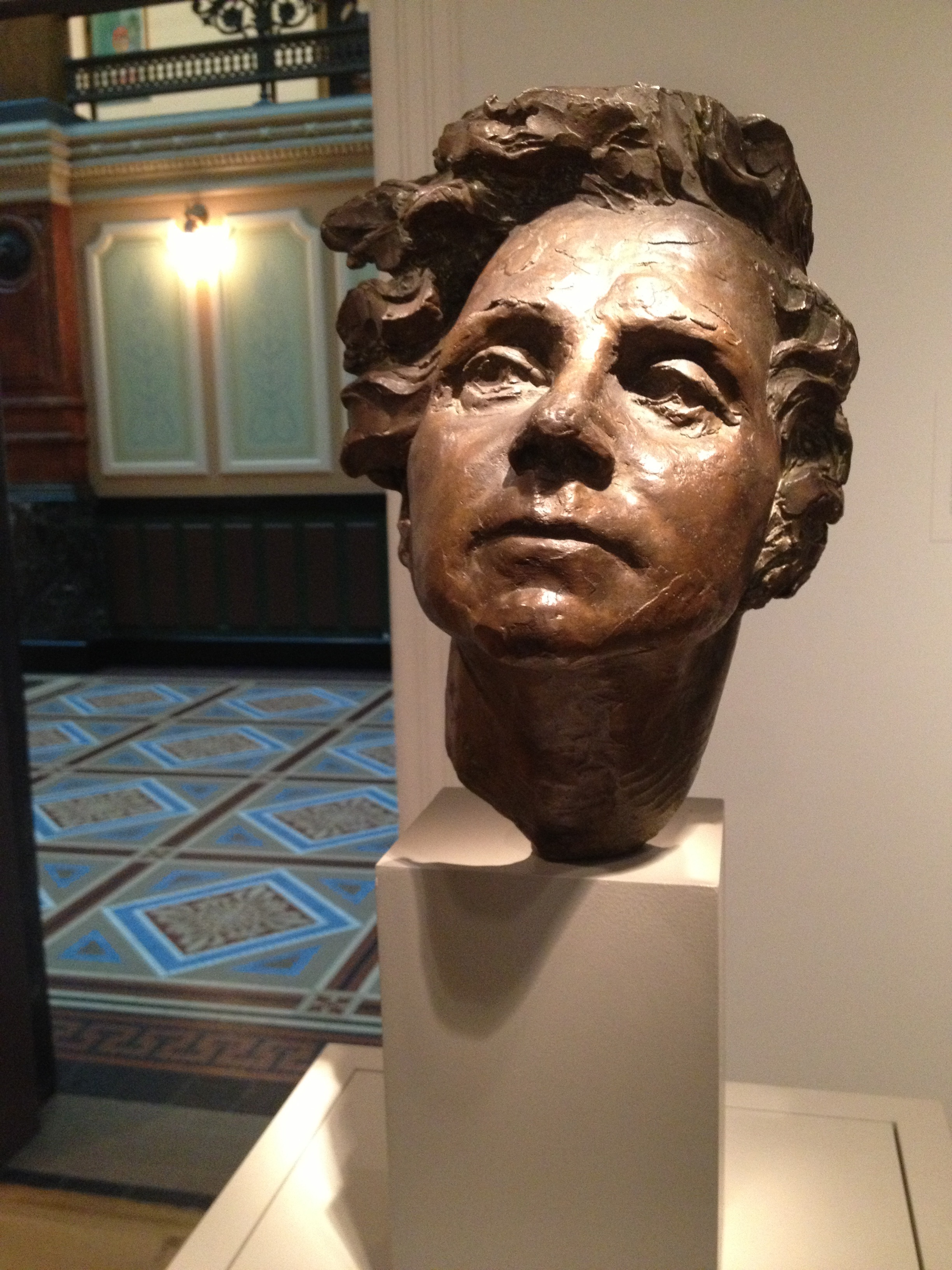
Бронзовая скульптура Рейчел Карсон работы Уны Хенбёри[англ.] 1965 года

### Столетие со дня рождения

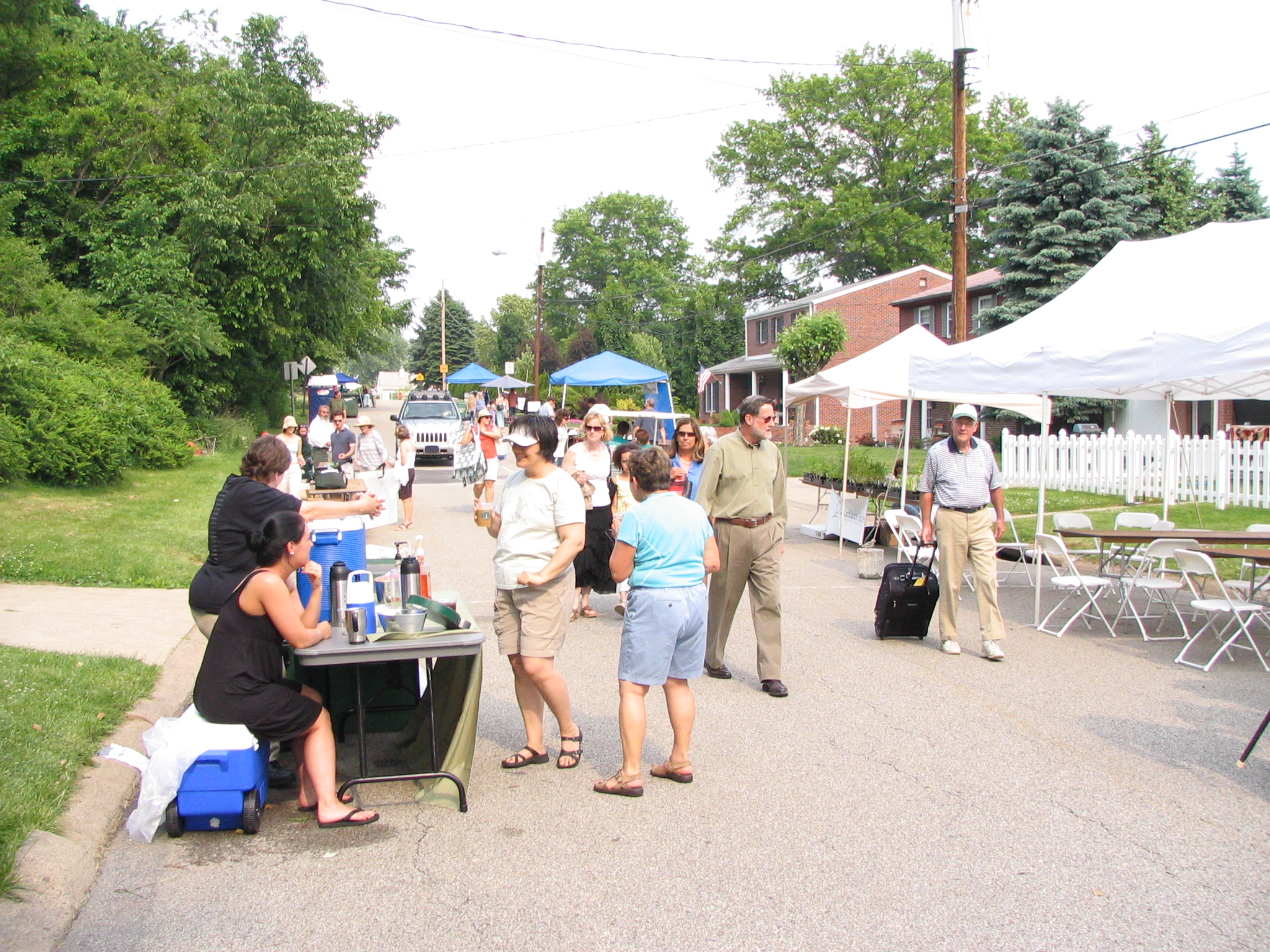
Празднование столетия Рейчел Карсон в Спрингдейле

В День Земли 22 апреля 2007 года вышел сборник «Отвага ради Земли: писатели, учёные и активисты о жизни и творчестве Рейчел Карсон» (англ. Courage for the Earth: Writers, Scientists, and Activists Celebrate the Life and Writing of Rachel Carson), состоявший из тринадцати статей различных авторов, пишущих на темы охраны окружающей среды. В том же году американский писатель Джинжер Уодсворт (Ginger Wadsworth) издал биографию Карсон.
Сенатор-демократ от Мэриленда Бен Кардин предложил принять официальную резолюцию по случаю столетия Карсон, отметив её «наследие, в котором сочетаются научная строгость и поэтическая эмоциональность». Однако эту резолюцию заблокировал Том Коберн, сенатор-республиканец от Оклахомы, заявивший: «Вся эта псевдонаука и травля, окружающая ДДТ — самый дешёвый и эффективный инсектицид на планете, — уже окончательно отвергнута».

## Пояснения
1. ↑  В 1965 году вышло советское русскоязычное издание «Безмолвной весны», где её имя было переведено как «Рахиль»[7].
2. ↑  англ. Robert Warden Carson
3. ↑  англ. Maria Frazier (McLean)
4. ↑  Сейчас это территория города Нью-Кенсингтон (англ. New Kensington) округа Уэстморленд штата Пенсильвания.
5. ↑  Нередко рассказывают неподтверждённую историю о том, что эту книгу отвергли более двадцати издательств, прежде чем издательство Оксфордского университета согласилось её издать. На самом деле она могла быть отправлена только в ещё одно издательство, в то время, когда Роделл и Карсон старались опубликовать отрывки из будущей книги в периодических изданиях[24].
6. ↑  англ. a cross between a believe-it-or-not and a breezy travelogue. Цитата из письма киноагенту Карсон  Ширли Кулльер (Shirley Collier) от 9 ноября 1952 года[28].
7. ↑  англ. the expression of their love was limited almost wholly to letters and very occasional farewell kisses or holding of hands[56]
8. ↑  англ. fit Carolyn Heilbrun’s characterization of a strong female friendship, where what matters is 'not whether friends are homosexual or heterosexual, lovers or not, but whether they share the wonderful energy of work in the public sphere'.
9. ↑  англ. ...lasting pleasures of contact with the natural world ... available to anyone who will place himself under the influence of earth, sea and sky and their amazing life.
10. ↑  англ. legacy of scientific rigor coupled with poetic sensibility
11. ↑  англ. The junk science and stigma surrounding DDT — the cheapest and most effective insecticide on the planet — have finally been jettisoned.